# Slowakische Evangelische Kirche A. B. in Serbien

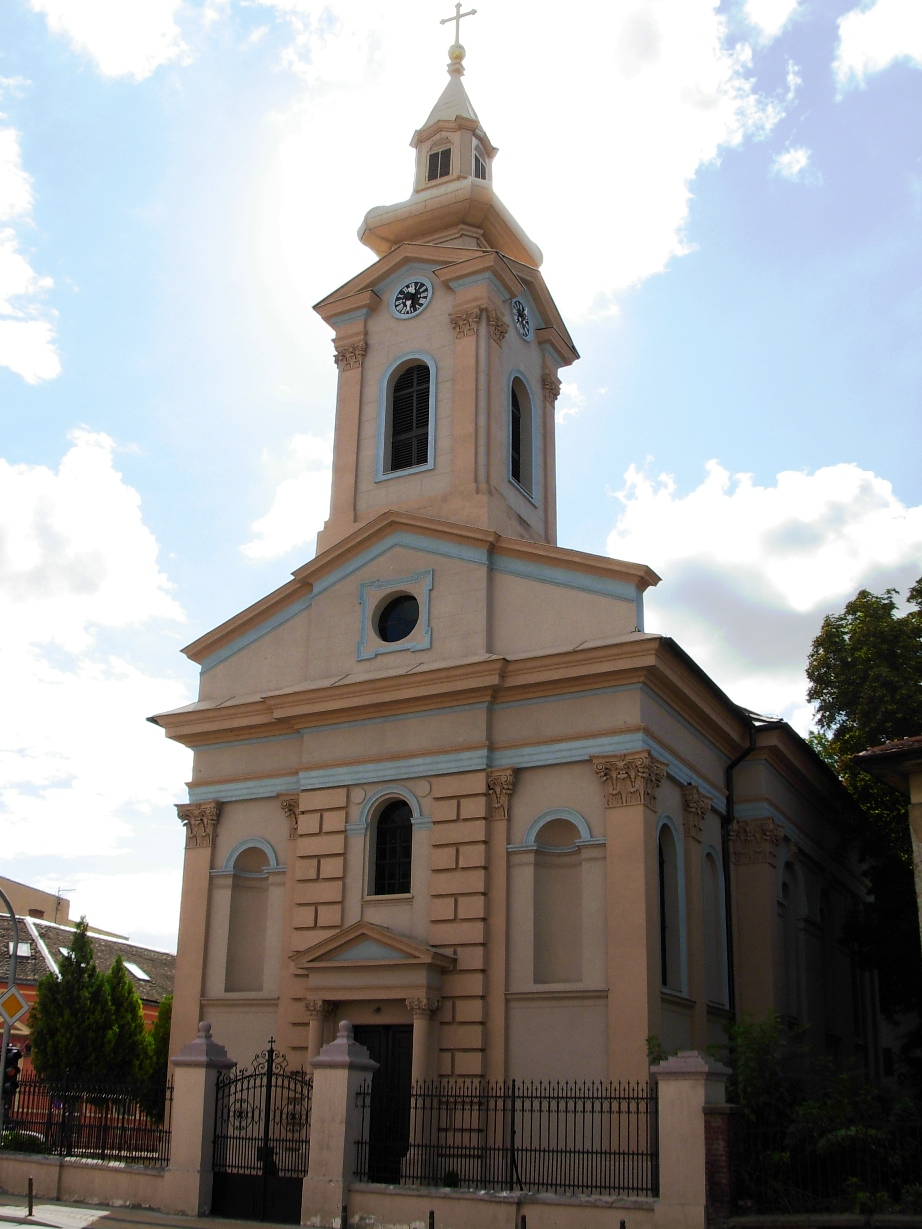
Slowakische Evangelische Kirche in Novi Sad.

Die Slowakische Evangelische Kirche Augsburgischen Bekenntnisses in Serbien (slowakisch: Slovenská evanjelická augsburského vyznania cirkev v Srbsku, abgekürzt: SEAVC) ist eine lutherische Kirche in Serbien. Zu dieser größten protestantischen Kirche im ehemaligen Jugoslawien gehören rund 40.000 Gemeindeglieder. Sie sind in 27 Gemeinden organisiert und werden von 20 Pfarrerinnen und Pfarrern betreut. 
Die meisten Mitglieder leben in der Vojvodina, einer autonomen Provinz in der Republik Serbien nördlich der Save und Donau; ihr Sitz befindet sich demgemäß in Novi Sad. Bis zur Gründung Jugoslawiens gehörten die Gemeinden zur Lutherischen Kirche in Ungarn. Im Gemeindeleben ist die slowakische Sprache am weitesten verbreitet.

## Geschichte

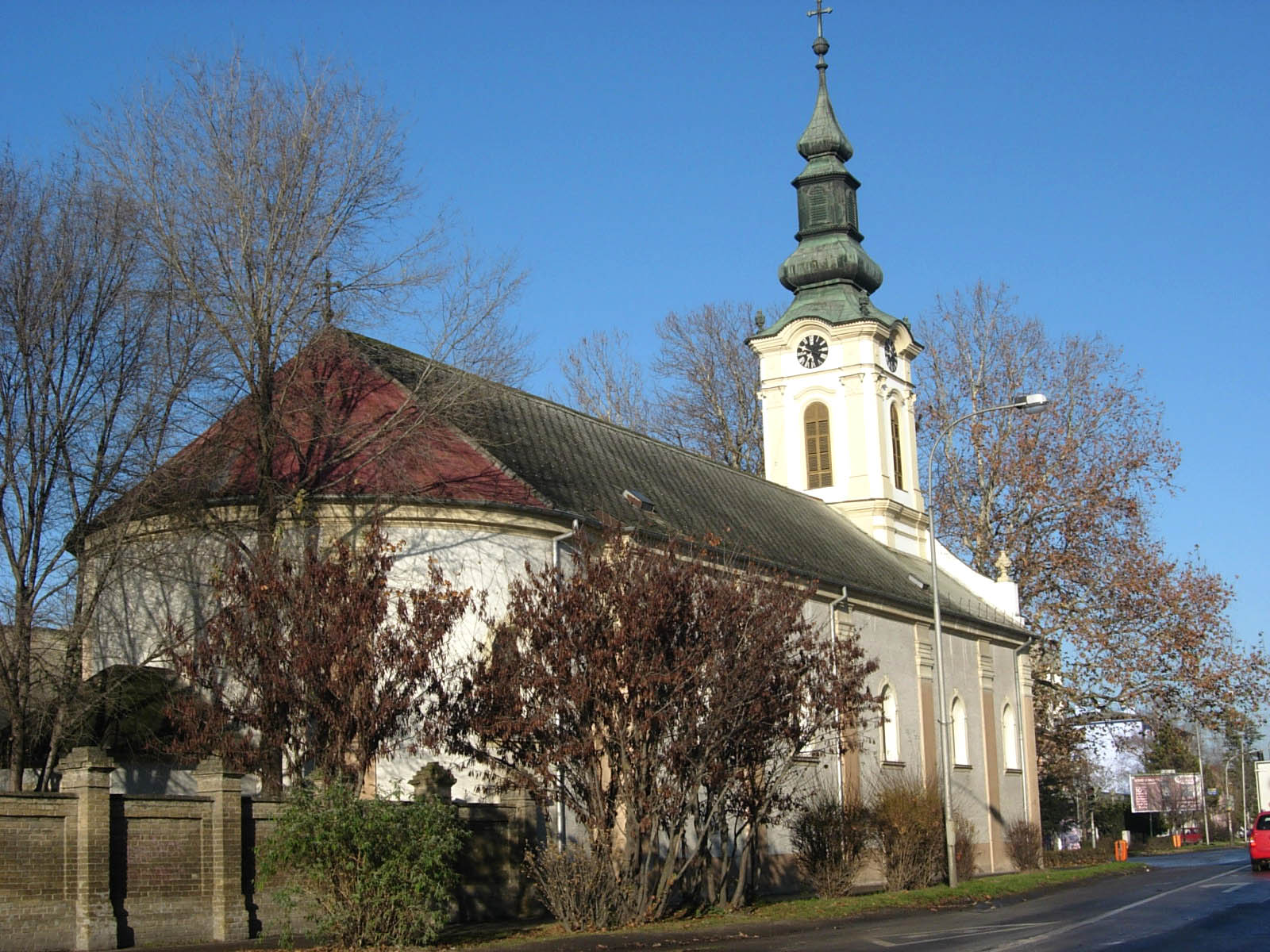
Slowakische Evangelische Kirche in Stara Pazova.

Die Geschichte des Protestantismus in dieser Region beginnt in der ersten Hälfte des 18. Jahrhunderts, als sich evangelische Slowaken aus dem Gebiet um das Tatragebirge im ehemaligen Oberungarn an der südlichen Grenze des Habsburgerreiches ansiedelten, in der Hoffnung, dort weniger dem Druck der Gegenreformation ausgesetzt zu sein. Ihre erste Ankunft war 1720 und während des 18. und Anfang des 19. Jahrhunderts kamen sie in mehreren Etappen an. Gleich nach ihrer Ankunft haben sie sich auch kirchlich organisiert, hauptsächlich nach Erlass des Toleranzpatents im Jahr 1781.
Im 18. Jahrhundert begannen auch die ungarischen und deutschen Lutheraner sich in den fruchtbaren Gebieten an der Donau anzusiedeln. Alle zusammen mit den slowakischen Lutheranern standen bis zum Zerfall der österreichisch-ungarischen Doppelmonarchie (Österreich-Ungarn) am Ende des Ersten Weltkrieges unter der Zuständigkeit der Evangelisch-Lutherischen Kirche in Ungarn.
Die Slowakische Evangelische Kirche A.B. in Serbien entstand 1921 als Gründung slowakischer Christen, die zuvor zur Evangelischen Kirche Ungarns gehörten und deren Siedlungsgebiet nach dem Ersten Weltkrieg von Land ihrer Vorfahren getrennt und dem neugegründeten Königreich der Serben, Kroaten und Slowenen – SHS (jugoslawischen Staat) zugesprochen wurde. Gründungssynode war in Stara Pazova.
2007 wurde die Deutsche Evangelische Kirche A.B. in Serbien mit der Gemeinde in Zemun, Belgrad  wiedergegründet. Als Teil der Slowakischen Evangelischen Kirche A.B. in Serbien wurde sie 2009 unter dem Namen „Deutsches Seniorat der Slowakischen Evangelischen Kirche A.B. in Serbien – Deutsche evangelische Kirchengemeinde Belgrad“, registriert.

## Organisation

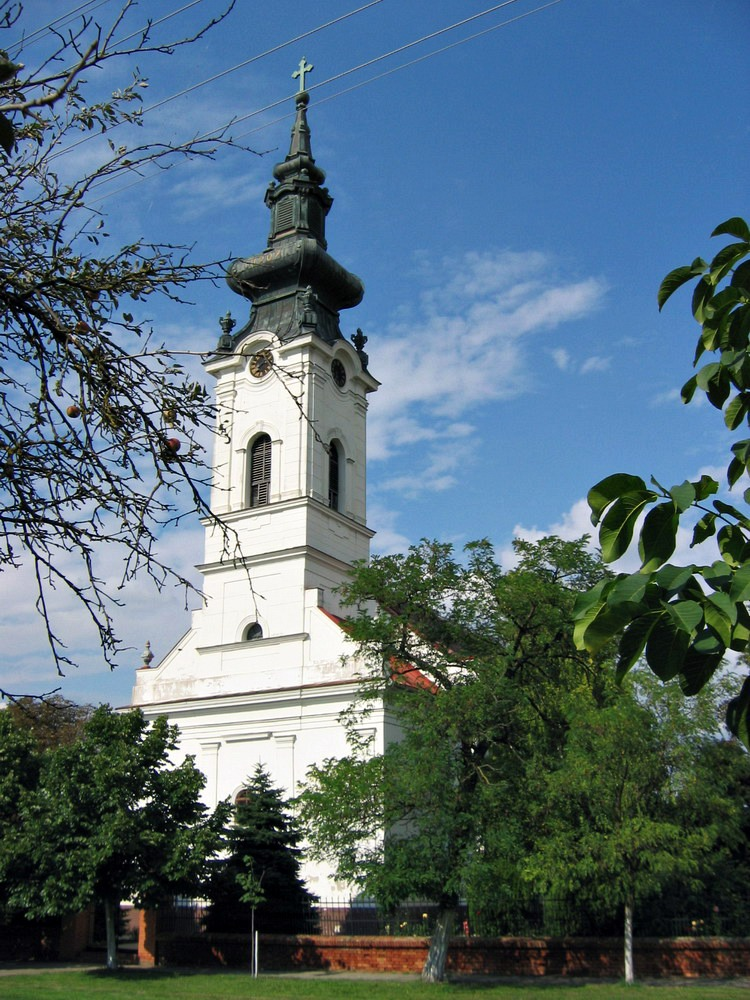
Slowakische Evangelische Kirche in Aradac.

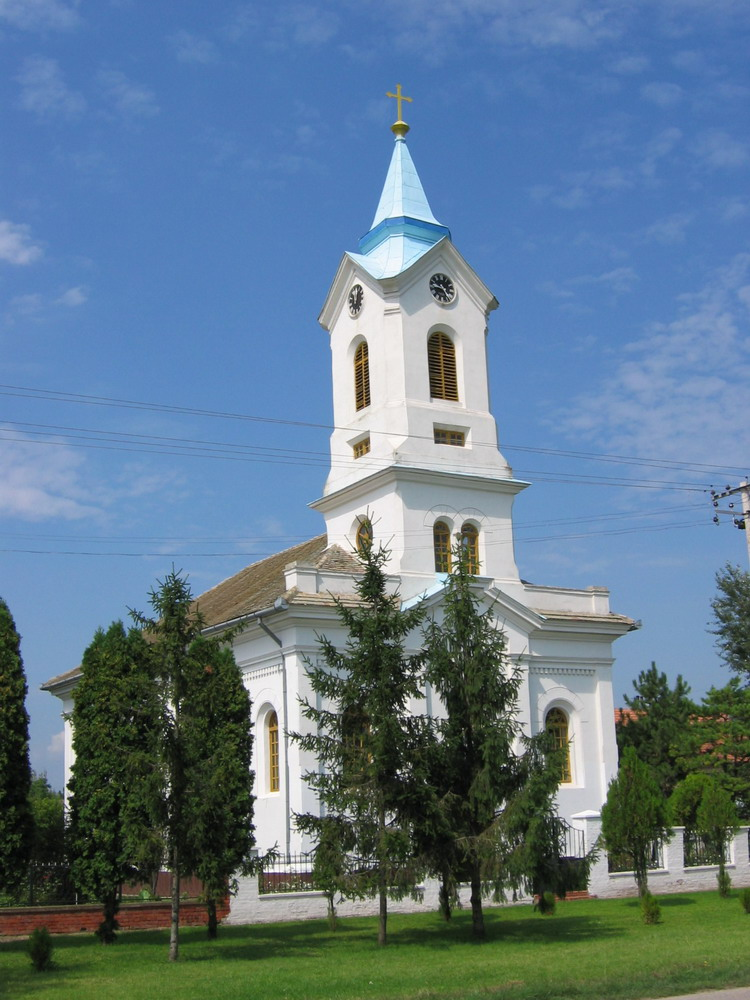
Slowakische Evangelische Kirche in Janošik

Die Kirche ist aufgeteilt in vier Seniorate (Dekanate) Báčsky (Batschka), Banátsky (Banat) und Sriemsky (Syrmien) und Deutsches Seniorat, geleitet und verwaltet von je einem Senior (Dekan). Die Kirche zählt in ihrer geographisch relativ weitverbreiteten Diözese 27 Kirchengemeinden und 14 Filialen (Tochtergemeinden). Zurzeit sind 20 Pfarrer, unter ihnen vier Pfarrerinnen, sowie vier Seniorat-Vikare ordiniert, alle geleitet und verwaltet vom Bischof; das ist derzeit Jaroslav Javorník. Die höchste verwaltende und legislative Instanz stellt die Synode dar, die einmal jährlich tagt.
Die Ausbildung der Pastoren der Slowakischen Evangelischen Kirche A.B. in Serbien erfolgt an der Evangelischen Theologischen Fakultät der Comenius-Universität Bratislava, Slowakei, gemeinsam mit den Studenten aus der Evangelischen Kirche Augsburgischen Bekenntnisses in der Slowakei.

## Beziehungen zu anderen Kirchen und Organisationen
Slowakische Evangelische Kirche A. B. in Serbien unterhält Partnerschaften mit der Evangelischen Kirche A. B. in der Slowakei, der Evangelischen Kirche A. B. in Slowenien, der Evangelischen Kirche in Deutschland und der Evangelisch-Lutherischen Kirche in den Vereinigten Staaten von Amerika.
Die Kirche gehört seit 1963 dem Ökumenischen Rat der Kirchen sowie der Konferenz Europäischer Kirchen, dem Lutherischen Weltbund und der Gemeinschaft Evangelischer Kirchen in Europa an. Sie ist auch eine Partnerkirche des Gustav-Adolf-Werks.

## Veröffentlichung und Massenmedien
Die Kirche gibt ihr Monatsblatt Evanjelický hlásnik (Evangelischer Bote) in ca. 2650 Abdrucken, ihr Jahresbuch Ročenka in ca. 1500 Abdrucken, sowie eigenen Kalender Evanjelický kalendár in einer Auflage von etwa 17.000 Stück heraus. Im Rundfunk der Vojvodina gibt es eine Radiosendung Pohľady k výšinám („Ansichten zu den Höhen“), die einmal pro Woche ausgestrahlt wird.